# Wierchniaja Siniaczicha
Wierchniaja Siniaczicha (ros. Верхняя Синячиха) – osiedle typu miejskiego w Rosji, w obwodzie swierdłowskim, w rejonie ałapajewskim. W 2021 liczyło 9362 mieszkańców.